# Wiltrud Probst
Wiltrud Probst (Nuremberg, 29 de maig de 1969) és una extennista alemanya.
Va guanyar dos títols individuals en el circuit WTA, però no en va aconseguir guanyar cap en dobles malgrat disputar set finals.

## Palmarès

### Individual: 2 (2−0)
| Llegenda                     |
| ---------------------------- |
| Grand Slam (0−0)             |
| WTA Tour Championships (0−0) |
| Tier I (0−0)                 |
| Tier II (0−0)                |
| Tier III (0−0)               |
| Tier IV (0−0)                |
| Tier V (2−0)                 |

| Títols per superfície |
| --------------------- |
| Dura (1−0)            |
| Gespa (0−0)           |
| Terra batuda (1−0)    |

| Resultat   | Núm. | Data                | Torneig                  | Superfície   | Oponent      | Marcador      |
| ---------- | ---- | ------------------- | ------------------------ | ------------ | ------------ | ------------- |
| Guanyadora | 1.   | 5 de febrer de 1990 | Wellington, Nova Zelanda | Dura         | Leila Meskhi | 1−6, 6−4, 6−0 |
| Guanyadora | 2.   | 4 de maig de 1992   | Waregem, Bèlgica         | Terra batuda | Meike Babel  | 6−2, 6−3      |

### Dobles 7 (0−7)
| Llegenda                     |
| ---------------------------- |
| Grand Slam (0−0)             |
| WTA Tour Championships (0−0) |
| Tier I (0−0)                 |
| Tier II (0−2)                |
| Tier III (0−0)               |
| Tier IV (0−3)                |
| Tier V (0−1)                 |
| Virginia Slims (0−1)         |

| Títols per superfície |
| --------------------- |
| Dura (0−2)            |
| Gespa (0−0)           |
| Terra batuda (0−5)    |

| Resultat  | Núm. | Data                   | Torneig                   | Superfície   | Parella          | Oponents                              | Marcador      |
| --------- | ---- | ---------------------- | ------------------------- | ------------ | ---------------- | ------------------------------------- | ------------- |
| Finalista | 1.   | 15 de setembre de 1986 | Atenes, Grècia            | Terra batuda | Silke Meier      | Isabel Cueto Arantxa Sánchez Vicario  | 6−4, 2−6, 4−6 |
| Finalista | 2.   | 20 d'agost de 1990     | Schenectady, Estats Units | Dura         | Linda Ferrando   | Alysia May Nana Miyagi                | 4−6, 7−5, 3−6 |
| Finalista | 3.   | 6 de juliol de 1992    | Kitzbühel, Àustria        | Terra batuda | Amanda Coetzer   | Florencia Labat Alexia Dechaume       | 3−6, 3−6      |
| Finalista | 4.   | 25 d'octubre de 1993   | Essen, Alemanya           | Dura         | Christina Singer | Arantxa Sánchez Vicario Helena Suková | 2−6, 2−6      |
| Finalista | 5.   | 10 d'abril de 1995     | Houston, Estats Units     | Terra batuda | Rene Simpson     | Nicole Arendt Manon Bollegraf         | 4−6, 2−6      |
| Finalista | 6.   | 24 de juliol de 1995   | Maria Lankowitz (2)       | Terra batuda | Alexandra Fusai  | Silvia Farina Andrea Temesvári        | 2−6, 2−6      |
| Finalista | 7.   | 28 de juliol de 1997   | Maria Lankowitz (3)       | Terra batuda | Radka Bobková    | Eva Melicharová Helena Vildová        | 2−6, 2−6      |

## Trajectòria

### Individual
| Open d'Austràlia | A   | 2R | 1R | 1R | 1R | 2R  | A  | 2R  | 2R | 2R  | A   | 2R | 1R  | 0 / 10 | 6 − 10 |
| Roland Garros | A   | 1R | 2R | 1R | 4R | 1R  | 2R | 2R  | 2R | 1R  | A   | 1R | 1R  | 0 / 11 | 7 − 11 |
| Wimbledon | A   | 1R | 1R | A  | 1R | 3R  | 1R | 1R  | 2R | 1R  | A   | 1R | A   | 0 / 9  | 3 − 9  |
| US Open | A   | 1R | 1R | A  | 2R | 1R  | A  | 1R  | A  | A   | A   | 2R | A   | 0 / 6  | 2 − 6  |
| Rànquing a final d'any | 135 | 99 | 80 | 90 | 40 | 128 | 40 | 101 | 68 | 143 | 113 | 88 | 176 |        |        |
| Llegenda: G: Guanyadora; F: Finalista; SF: Semifinalista; QF: Quarts de final; Q: Qualificació; A: Absent; RR: Round Robin |     |    |    |    |    |     |    |     |    |     |     |    |     |        |        |

### Dobles
| Open d'Austràlia | A   | 1R  | 2R  | 1R  | 1R  | 1R | A  | 1R  | 1R | 3R | 1R | 1R  | 1R | A  | 0 / 11 | 3 − 11  |
| Roland Garros | A   | 2R  | A   | 1R  | 3R  | 3R | 1R | 1R  | 3R | 1R | 1R | 2R  | 3R | A  | 0 / 11 | 10 − 11 |
| Wimbledon | A   | 1R  | 1R  | A   | 2R  | 1R | 1R | 2R  | 2R | 1R | 3R | 1R  | 2R | 2R | 0 / 12 | 7 − 12  |
| US Open | A   | A   | 1R  | A   | 2R  | 2R | A  | 1R  | A  | A  | A  | 2R  | A  | A  | 0 / 5  | 3 − 5   |
| Rànquing a final d'any | 127 | 133 | 138 | 137 | 103 | 79 | 50 | 112 | 90 | 36 | 98 | 114 | 99 | −  |        |         |
| Llegenda: G: Guanyadora; F: Finalista; SF: Semifinalista; QF: Quarts de final; Q: Qualificació; A: Absent; RR: Round Robin |     |     |     |     |     |    |    |     |    |    |    |     |    |    |        |         |